# Lil’ Mo

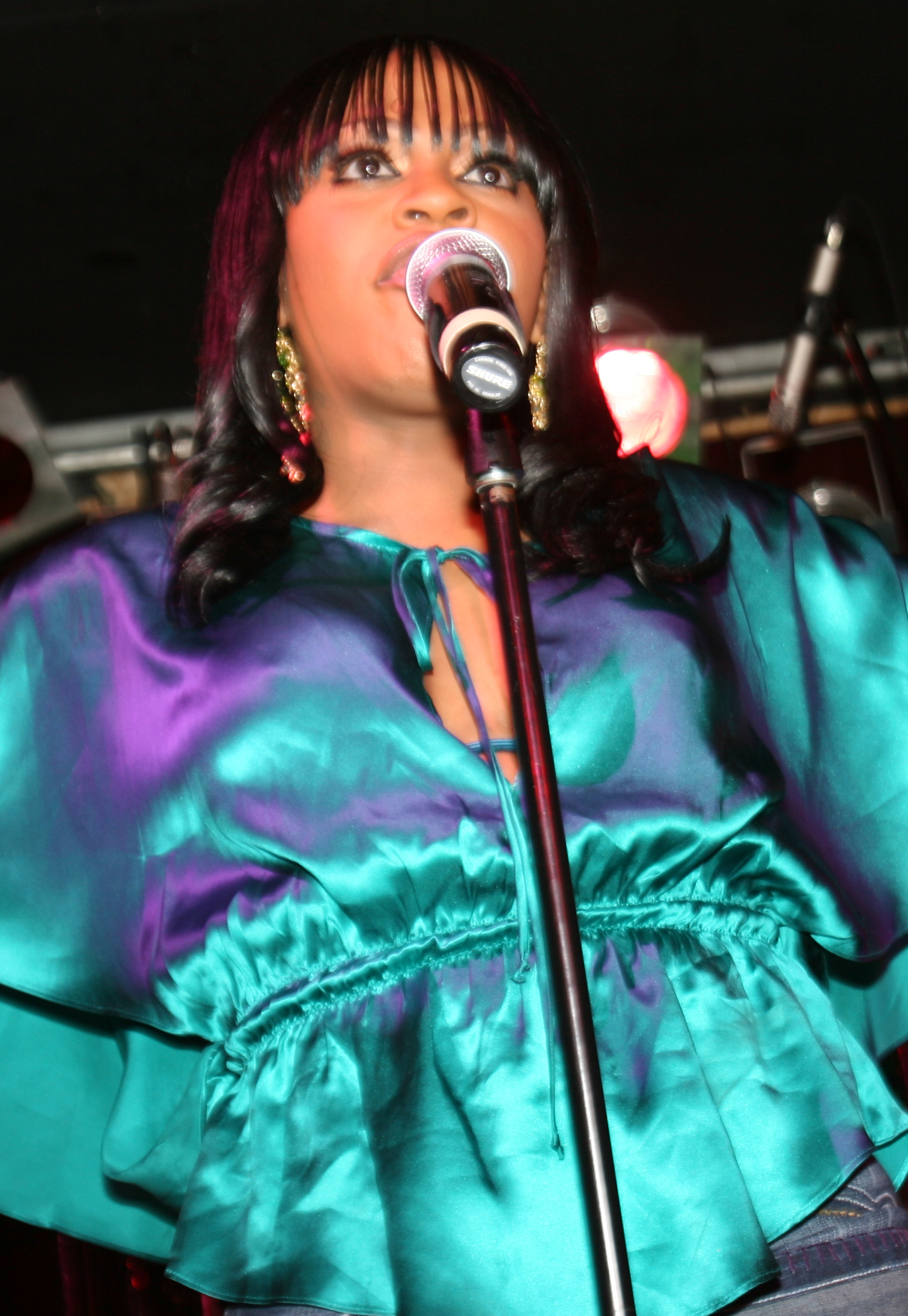
Lil’ Mo (2005)

Lil’ Mo (eigentlich Cynthia Loving; * 3. November 1978 auf Long Island, New York) ist eine amerikanische R&B-Sängerin.

## Biografie
In den späten 1990er Jahren machte sich Lil’ Mo zunächst als Backgroundsängerin und Chorusstimme diverser Hip-Hop-Produktionen einen Namen. Ihr markanter Gesang verhalf so unter anderem Missy Elliotts Single Hot Boyz und Ja Rules Put It on Me zum Erfolg. 2001 folgte unter Elektra Records die Veröffentlichung ihres Solodebüts Based on a True Story. Das Album brachte unter anderem die erfolgreiche Single Superwoman (Part II), ein Feature mit dem Rapper Fabolous, hervor und erreichte in den USA Platz sieben der Billboard Hot 100.
Zwei Jahre später, 2003, erschien mit Meet the Girl Next Door das Nachfolgewerk. Obwohl die CD nur eine einzige Singleauskopplung, 4 Ever, enthielt, konnte Lil’ Mo im selben Jahr weitere Erfolge verbuchen: Auch ihre Kollaborationen mit Angie Martinez, If I Could Go, und Fabolous, Can’t Let You Go, enterten weltweit die Charts.
Nach Auslauf ihres Vertrages mit Elektra wurde Mo von Cash Money Records unter Vertrag genommen. Ihr drittes Studioalbum Syndicated: The Lil’Mo Hour wurde trotz der Veröffentlichung dreier Singles mehrfach verschoben, verfehlte aber die Charts. Das Album Pain & Paper erreichte 2007 immerhin untere Ränge der amerikanischen Album-Hitparade und schaffte den Sprung in die Top 20 der R&B-Charts. Die weiteren Studioproduktionen – On the Moon (2009), P.S. I Love Me (2011) und  The Scarlet Letter (2014) – konnten sich nicht platzieren.

## Diskografie

### Alben
| Jahr | Titel                   | Höchstplatzierung, Gesamtwochen, AuszeichnungChartplatzierungen (Jahr, Titel, Platzierungen, Wochen, Auszeichnungen, Anmerkungen) | Höchstplatzierung, Gesamtwochen, AuszeichnungChartplatzierungen (Jahr, Titel, Platzierungen, Wochen, Auszeichnungen, Anmerkungen) | Anmerkungen |
| Jahr | Titel                   | US | R&B | Anmerkungen |
| ---- | ----------------------- | --- | --- | --- |
| 2001 | Based on a True Story   | US14 (11 Wo.)US | R&B6 (17 Wo.)R&B | Erstveröffentlichung: 24. April 2001 Produzenten: Shep Crawford, Brycyn Evans, Clue, DURO, Darryl McClary, Flavahood, Michael Allen, Troy Johnson |
| 2003 | Meet the Girl Next Door | US17 (10 Wo.)US | R&B4 (18 Wo.)R&B | Erstveröffentlichung: 29. April 2003 Produzenten: Chucky Thompson, Cynthia Loving, Bastiany |
| 2007 | Pain & Paper            | US112 (1 Wo.)US | R&B14 (7 Wo.)R&B | Erstveröffentlichung: 28. August 2007 Produzenten: Adam Arnwine, Antwan Thompson, Asaph A. Ward, Brian-Michael Cox, Corey Baker, Cynthia Loving, Daniel Allen, Esteban Crandle, Howard Tolliver, Jules Bartholomew, Mike Moore, Shawin Bristol, Shawn Bristol, Shea Taylor, Troy Taylor, Wesley Toone, Young Yonny |

Weitere Alben
- 2005: Syndicated: The Lil’Mo Hour
- 2009: On the Moon
- 2011: P.S. I Love Me
- 2014: The Scarlet Letter

### Singles
| Jahr | Titel Album                                         | Höchstplatzierung, Gesamtwochen, AuszeichnungChartplatzierungen (Jahr, Titel, Album, Platzierungen, Wochen, Auszeichnungen, Anmerkungen) | Höchstplatzierung, Gesamtwochen, AuszeichnungChartplatzierungen (Jahr, Titel, Album, Platzierungen, Wochen, Auszeichnungen, Anmerkungen) | Höchstplatzierung, Gesamtwochen, AuszeichnungChartplatzierungen (Jahr, Titel, Album, Platzierungen, Wochen, Auszeichnungen, Anmerkungen) | Höchstplatzierung, Gesamtwochen, AuszeichnungChartplatzierungen (Jahr, Titel, Album, Platzierungen, Wochen, Auszeichnungen, Anmerkungen) | Höchstplatzierung, Gesamtwochen, AuszeichnungChartplatzierungen (Jahr, Titel, Album, Platzierungen, Wochen, Auszeichnungen, Anmerkungen) | Anmerkungen |
| Jahr | Titel Album                                         | DE | CH | UK | US | R&B | Anmerkungen |
| ---- | --------------------------------------------------- | --- | --- | --- | --- | --- | --- |
| 1998 | Five Minutes Why Do Fools Fall in Love (Soundtrack) | — | — | UK72 (1 Wo.)UK | — | — | Erstveröffentlichung: November 1998 feat. Missy „Misdemeanor“ Elliot |
| 1999 | Hot Boyz Da Real World                              | DE52 (7 Wo.)DE | — | UK18 (3 Wo.)UK | US5 (21 Wo.)US | R&B1 (35 Wo.)R&B | Erstveröffentlichung: November 1999 Missy Elliott feat. Lil’ Mo, Nas, Eve und Q-Tip Autoren: Missy Elliott, Timothy Mosley                                                                        |
| 2000 | Whatever Ideal                                      | — | — | — | — | R&B11 (24 Wo.)R&B | Erstveröffentlichung: April 2000 Ideal U. S. feat. Lil’ Mo Autoren: Eddie Berkeley, K. Brown, Kevin McCord, Kier Gist, Oliver Cheatham, Robert L. Huggar                                          |
| 2000 | Ta Da Based on a True Story                         | — | — | — | — | R&B21 (17 Wo.)R&B | Erstveröffentlichung: Juli 2000 |
| 2000 | I’ll Trade (A Million Bucks) Didn’t See Me Coming   | — | — | — | — | R&B36 (18 Wo.)R&B | Erstveröffentlichung: September 2000 Keith Sweat feat. Lil’ Mo Autor: Cynthia Loving |
| 2000 | Put It on Me Rule 3:36                              | — | — | UK— SilberUK | — | R&B2 (30 Wo.)R&B | Erstveröffentlichung: 26. Dezember 2000 Ja Rule feat. Lil’ Mo & Vita Autoren: Jeffrey Atkins, Paul Walcott, Irving Lorenzo, Taheem Crocker                                                        |
| 2001 | Superwoman Based on a True Story                    | — | — | UK80 (1 Wo.)UK | US34 (7 Wo.)US | R&B9 (9 Wo.)R&B | Erstveröffentlichung: März 2001 Autoren: Bryan-Michael Cox, Cynthia Loving inkl. Samples aus Graham Nashs Chicago, 1971                                                                           |
| 2001 | Superwoman Pt. II Based on a True Story             | — | — | — | US11 (22 Wo.)US | R&B4 (20 Wo.)R&B | Erstveröffentlichung: März 2001 feat. Fabolous Autoren: Ernesto Shaw, Cynthia Loving, John Jackson, Ken Ifill                                                                                     |
| 2001 | I Cry Rule 3:36                                     | — | — | — | US40 (14 Wo.)US | R&B11 (20 Wo.)R&B | Erstveröffentlichung: April 2001; Ja Rule feat. Lil’ Mo Autoren: Cynthia Loving, Irving Lorenzo, Jeffrey Atkins, Robert Mays, Kenny Gamble, Leon Huff; inkl. Samples aus The O’Jays’ Cry Together |
| 2001 | Gangsta (Love 4 the Streets) Based on a True Story  | — | — | — | — | R&B57 (13 Wo.)R&B | Erstveröffentlichung: Juli 2001 Autoren: Cynthia Loving, Darryl McClary, Mike Allen; enthält Teile aus Snoop Doggs Gin and Juice                                                                  |
| 2002 | Where’s My …? Kaos: The Anti-Acoustic Warfare       | — | — | UK37 (2 Wo.)UK | — | — | Erstveröffentlichung: März 2002 Adam F feat. Lil’ Mo Autor: Cynthia Loving |
| 2002 | If I Could Go! Animal House                         | DE47 (7 Wo.)DE | — | UK61 (1 Wo.)UK | US15 (26 Wo.)US | R&B26 (22 Wo.)R&B | Erstveröffentlichung: Mai 2002 Angie Martinez feat. Lil’ Mo und Sacario Autoren: Angie Martinez, Cynthia Loving                                                                                   |
| 2003 | Can’t Let You Go Street Dreams                      | DE70 (3 Wo.)DE | CH95 (2 Wo.)CH | UK14 Silber · (8 Wo.)UK | US4 (23 Wo.)US | R&B2 (28 Wo.)R&B | Erstveröffentlichung: Februar 2003 Fabolous feat. Mike Shorey und Lil’ Mo Autoren: John Jackson, Justin Smith                                                                                     |
| 2003 | 4 Ever Meet the Girl Next Door                      | — | — | — | US37 (20 Wo.)US | R&B13 (23 Wo.)R&B | Erstveröffentlichung: März 2003 Lil’ Mo feat. Fabolous Autoren: Bryan-Michael Cox, Cynthia Loving, Craig Love, John Jackson                                                                       |
| 2003 | 21 Answers –                                        | — | — | — | — | R&B50 (11 Wo.)R&B | Erstveröffentlichung: April 2003 feat. Free (aka Marie Wright) Antwort auf 50 Cents 21 Questions                                                                                                  |
| 2005 | Dem Boyz Syndicated: The Lil’Mo Hour                | — | — | — | — | R&B86 (2 Wo.)R&B | Erstveröffentlichung: Juni 2005 |

Weitere Singles
- 1999: If You Wanna Dance
- 2001: Lay It Down (Jermaine Dupri feat. R. O. C. und Lil’ Mo)
- 2003: 1st Time
- 2003: Shoulda Known
- 2003: Ten Commandments (Lil’ Mo feat. Lil’ Kim)
- 2005: Hot Girls (feat. Lil Wayne)
- 2005: Yeah, Yeah, Yeah (feat. Miri Ben-Ari)
- 2005: Mother of Your Child
- 2006: Endow Me (Coko feat. Lil’ Mo, Fantasia und Faith Evans)
- 2007: Sometimes I (feat. Jim Jones)
- 2007: Make Me Better (Remix) (Fabolous feat. Lil’ Mo)
- 2014: Should’ve Never Let You Go